# Виктор Амадей III Савойски
Вижте пояснителната страница за други личности с името Виктор Амадей Савойски.
Виктор Амадей III Мария Савойски (на италиански: Vittorio Amedeo III Maria di Savoia; * 26 юни 1726, Кралски дворец в Торино, Сардинско кралство; † 16 октомври 1796, Монкалиери, пак там) е крал на Сардиния, херцог на Савоя и суверен на Савойската държава от 1773 г. до смъртта си. Той е и маркиз на Салуцо, херцог на Монферат, принц на Пиемонт, граф на Аоста, на Мориен и на Ница, и хранител на Светата плащеница.
Въпреки че е консервативен по дух, до обявяването на войната срещу Революционна Франция през 1792 г. въвежда множество либерални по дух административни реформи в кралството си. Той е баща на последните трима сардински крале: Карл Емануил IV, Виктор Емануил I и Карл Феликс; през 1831 г. семейство Савоя-Каринян наследява основния клон поради липсата на мъжки наследници.

## Произход
Виктор Амадей III е вторият син, но първият сред оцелелите на краля на Сардиния Карл Емануил III (* 1701 † 1773) и на втората му съпруга, ландграфинята Полисена фон Хесен-Ротембург-Рейнфелс (* 1706, † 1735). Негови дядо и баба по бащина линия са Виктор Амадей II, херцог на Савоя и крал на Сардиния (като Виктор Амадей I), и френската принцеса Анна-Мария Орлеанска, а по майчина – ландграф и херцог Ернст II Леополд фон Хесен-Ротенбург и Елеонора фон Льовенщайн-Вертхайм. От страна на баба си е потомък на Анна Мария Бурбон-Орлеанска, на френския и на английския кралски дом. Чрез майка си е свързан с ландграфовете на Хесен в Свещената Римска империя. Братовчед му Виктор Амадей фон Хесен-Ротенбург е кръстен на него. Има двама братя и три сестри:
- Елеонора Мария Тереза (* 1728; † 1781), принцеса на Сардиния, неомъжена
- Мария Луиза Габриела (* 1729, † 1767), принцеса на Сардиния, монахиня
- Мария Фелицита Виктория (* 1730; † 1801), принцеса на Сардиния, неомъжена
- Емануил Филиберт Август (* 1731, † 1735), херцог на Аоста
- Карл Франциск Ромуалд (* 1733, † 1733), принц на Сардиния, херцог на Шабле.

Има и един полубрат от първия брак на баща си, двама полубратя  и една полусестра от третия му брак (сред които Бенедикт Мария Маврикий, принц на Сардиния, херцог на Шабле, маркграф на Ивреа). 

## Биография

### Начални години, образование и брак
С добър характер, често наивен, Виктор Амадей III е обичан от  поданиците си заради своята разточителност, за което често е упрекван от баща си Карл Емануил III. Баща му прави всичко възможно да го държи далеч от политическия живот и въпроси.
Неговото образование е под настойничеството, подобно на това на всички кралски принцове от онова време, на Джачинто Сиджизмондо Джердил (бъдещ кардинал) и е белязано от военно обучение: това остава силен отпечатък върху него и след като става крал на Сардиния, обича да се обгражда от войниците си, чувствайки гордостта си наранена, ако някой чужд посетител критикува армията му. Въпреки това той обича да се обгражда с интелектуалци и министри от калибъра на савойския маркиз Викардел дьо Фльори (който е един от неговите учители), което вещае добро за бъдещото му управление.
На 31 май 1750 г. се жени за испанската инфанта Мария-Антония Бурбон-Испанска, най-малката дъщеря на испанския крал Филип V. Бракът е уреден от брата на инфантата – крал Фернандо VI, който цели да подобри отношенията си със Сардинското кралство, накърнени след Войната за австрийското наследство, в която Испания и Сардиния се бият на противоположни страни. Бракът е много щастлив, но и също толкова непопулярен сред населението на Сардинското кралство. Инфантата пристига в Торино, след като преди това е била отхвърлена от дофина Луи Френски. В Торино тя така и не успява да окаже силно влияние върху съпруга си, но предпочита да живее спокоен живот с него, в компанията на мислители и политици с модерен дух.

### Възкачване на престола и първи мерки
Веднага след като получава скиптъра на Сардинското кралство след смъртта на баща си през 1773 г., Виктор Амадей III взема предприема действия, които впоследствие имат сериозни последици за неговото управление. Той незабавно уволнява министър Ласкарис и граф Боджино, постигнали толкова много по време на управлението на баща му краля, предпочитайки вместо това да разчита на ръководството на барон Джовани Андреа Джачинто Киаварина и на маркиз Джузепе Мария Карон д'Егбланш – посредствени хора и без никакви управленчески опит. Егбланш е министър-председател през първите години от управлението на Виктор Амадей. Доверява се и на Джузепе Барети. Твърдо решен да следва тази линия, Виктор Амадей III остава затворен за всеки опит да обнови своите държави, както всъщност прави и френската монархия (с която той е здраво свързан чрез брачни и идеални връзки). Именно поради тези причини в Сардиния избухват кървави бунтове срещу управлението му, докато революционни симптоми се появяват както в Пиемонт, така и в самата Савоя. Към тези сериозни грешки се добавя реформата на армията, вече усъвършенствана от Карл Емануил III, за да стане по-подобна на пруската. За съжаление операцията е извършена толкова зле, че се налага всичко да започне отначало.

#### Вътрешна политика
Виктор Амадей III започва усилена работа за подобряване на бюрократичния апарат и въоръжените сили на кралството. Въпреки че е подозрителен към всичко иновативно, той създава няколко нови държавни и културни институции по съвет на буржоазията и либералната аристокрация. Освен това той извършва и важна модернизация на пристанището в Ница.
По време на първата част от управлението си развива нагласа във вътрешната политика на това да разчита основно на управлението на своите министри, вместо да инвестира много лична сила във външната политика. Основната му грижа е да избегне избухването на недоволство в кралството и по-специално сред по-богатите класи, които той облагодетелства безразборно.
Създава Легиона на леките войски (1 октомври 1774 г.), бъдеща Финансова гвардия.
В областта на изкуствата и науките създава първата астрономическа обсерватория в Торино, възстановява школите по живопис и скулптура (1778) и оборудва Торинската академия на науките.
През 1786 г. решава да премести тленните останки на повечето от своите предци и роднини в базиликата Суперга, където е погребан и самият той и почива и до днес.
На 21 май 1793 г. учредява Златния медал за военна храброст, по-късно приет и от Кралство Италия. Насърчава разширяването на Ботаническата градина на Торинския университет, както и Земеделското дружество в Торино, което самият той създава през 1785 г.

#### Градоустройствени мерки
Проявяващ постоянен интерес към архитектурата, когато се възкачва на трона на Пиемонт, Виктор Амадей III  прави незабавно подобрения на различни обществени структури в своите владения, като обновяването на пристанището на Ница, изграждането на язовирите на река Арче и изграждането на пътя Кот д'Азур, и лично ръководи новото разширяване на Торино, започвайки от 1773 г. Известен с разточителността си, той взема присърце благоденствието на гражданите и предприема многобройни инициативи, като напр. тази за нощното осветление на Торино с маслени лампи – истинска новост за времето: чужденците, посещаващи савойската столица, са дълбоко впечатлени от тази новост.

#### Външна политика
Една от първите цели в областта на външната политика за Виктор Амедей III е съюзът с Прусия: осъществява се необичайно сближаване между Австрия и Франция, което отново държи малката Савойска държава във фатална хватка и за това на пиемонтския суверен изборът на Прусия – заклет враг и на двете сили, изглежда най-сигурният път, по който да поеме. Според плановете на министър-председателя Пероне суверенът би могъл да установи солидни връзки с Фридрих II от Прусия, така че ясно да заяви пред пруския суверен, че в случай на нападение над Австрия Савойците ще бъдат готови да нападнат отново австрийските държави. Във всеки случай Пиемонт продължава почти успоредно политика на тесен съюз с Бурбонската корона на Франция и това е полезно, особено когато намеренията за съюз с Прусия (и, следователно, с Англия) се провалят с наследяването на Берлин от посредствения Фридрих Вилхелм II, който няма нищо общо с чичо си. Две савойски принцеси (по съвет на вицекраля Филипо Фереро дела Мармора) се омъжват съответно за графовете на Прованс и на Артоа – братя на Луи XVI, а на 5 септември 1775 г. официално е сключен бракът на престолонаследникът принц на Пиемонт с Мария Клотилда Бурбон-Френска, сестра на краля; на 20 януари 1775 г. е подписан таен политически пакт за отбранителна гаранция за Савойската държава в случай на външна агресия.
Междувременно на европейската шахматна дъска се очертава политическата криза, която окървавява Франция. С падането на главите на аристократите по време на Революцията изчезват и надеждите, хранени от Виктор Амадей III в смесените си бракове с Бурбоните за предотвратяване на нарастващото сближаване на френската корона с Хабсбургска Австрия: европейските сили са сериозно обединени относно необходимостта от потискане на въстания на френските революционери, Сардинското кралство веднага взема страна в тази посока. Торино е дестинацията на много благородници, които бягат от кланетата в Париж. Когато Виктор Амадей III научава, че много савойци и ницейци са се присъединили към революционерите в Париж, той предприема драстични мерки, удвоявайки бдителността върху всички писания, публикувани по време на неговото управление, затваряйки масонската ложа в Шамбери и оттегляйки посланика на Савойците в Париж през 1790 г. Маркиза на Кордон. След избухването на Френската революция през 1789 г. Виктор Амадей III дава убежище в кралството си на двамата си зетьове – Графа на Прованс и Херцога на Артоа, и на сестрите им Мари-Аделаид и Виктоар – братя и сестри на Луи XVI.

### Упадък на Пиемонтската държава
През 1792 г. Виктор Амадей III включва страната си във войната срещу Революционна Франция на страната на Първата коалиция. По време на Италианската кампания на Наполеон обаче войските му са разбити от французите при Монтеноте (12 април 1796), Милезимо (13 – 14 април 1796) и Мондови (21 април 1796). На 26 април 1796 върху окупираните територии на кралството французите създават марионетната Република Алба. Два дни по-късно териториите на републиката са върнати на Виктор Амадей III, срещу което той е принуден да подпише унизителния Парижки договор от 15 май 1796 г., който слага край на участието му в Първата коалиция. Този договор фактически унищожава самостоятелността на Пиемонт.
В съюз с Австрия с цел противодействие на напредъка на френските революционни идеи, Виктор Амадей III поверява армията си на некомпетентни командири. Опитвайки се да използва контрареволюционното брожение в Тулон, Лион и Марсилия, кралят решава да настъпи в Савоя и Ница, за да се присъедини към бунтовниците в тези градове: разделението на армиите е причината за поражението. След като отстъпва териториите на Новара на Австрия (в замяна на 8000 души, получени за Савоя) и след като излиза от войната, той вижда как в Пиемонт възникват якобински клубове, подобни на френските, към които изпитва дълбоко отвращение. 
Френският генерал Шарл Франсоа Дюмурие предлага антиавстрийски съюз, който би позволил на Сардинските държави най-накрая да се освободят от десетгодишната хватка, в която се намират в капан. Консерватизмът на краля и недоверието на неговите министри към немонархическа Франция обаче водят до провала на проекта. И в тази ситуация се проявява липсата на дипломатически способности на неговото управление.
Междувременно през 1794 г. и Сардиния се надига под натиска на революционерите начело с Джовани Мария Анджьой срещу управлението на Савойците. Виктор Амадей III обаче решава упорито да продължи битката. Той дори  залага короната, за да получи през зимата на 1795 г. австрийска армия, командвана от генерал Йохан Петер Больо и  подкрепяна от генерал Микеланджело Алесандро Коли-Марчини, който планира военен план, целящ да заобиколи врага, като прекъсне комуникационните му линии с Франция.
През април 1796 г. генерал Наполеон Бонапарт, в началото на Първата италианска кампания, успява да победи пиемонтците в битката при Милезимо и в битката при Мондови и на 23 април влиза в Кераско след предаването на генерал Коли-Марчини, който поисква примирие. Генерал Бонапарт, въпреки че твърди, че не е упълномощен да преговаря от името на Директорията, налага сурови условия, които Виктор Амадей III, след тежкото поражение, трябва да подпише на 28 април. Примирието от Кераско включва временно отстъпване на крепостите Кунео, Чева, Алесандрия и Тортона, окончателното отстъпване на Франция на Савоя, Ница, Брей сюр Лоа и Танд, предоставя свободното преминаване на френските войски през Италия, налага на Сардинското кралство задължението да откаже пребиваване в своите пристанища на кораби, враждебни към Френската република, и убежище на френските емигранти монархисти, с експулсирането на тези, които вече са на територията на Савоя.
На 15 май Парижкият мир по същество потвърждава условията на примирието. В полза на Сардинското кралство отново е признат суверенитетът над град Алба, който междувременно се е превърнал в автономна революционна република. Междувременно в провинцията на Пиемонт е ад. Селяните, които винаги са били на страната на монархията, протестирайки срещу ужасните условия в провинцията, подложени на опустошението от войната, непрекъснато нарастващите данъци и потисничеството на лошите години, дават живот на истински въоръжени банди, които на няколко пъти ограбват територията на Савоя, провъзгласявайки ефимерни републики. Те са яростно отблъснати от войниците, изпратени от краля, сега неспособни да управляват ситуация, напълно излязла извън контрол.

### Последни години и смърт
Виктор Амадей III, изолиран и осъждан от всички, дори и от най-верните си поддръжници от миналото, поразен от инсулт, умира на 70 г. през 1796 г. в замъка в Монкалиери. Той оставя кралство в икономическа разруха, с напълно изпразнена хазна, осакатено от две основни провинции – Савоя и Ница и опустошено от революционни течения. Карл Емануил, принц на Пиемонт, е слаб и неспособен да държи ситуацията под контрол.
Според историка Алдо Алесандро Мола Виктор Амадей III е бил част от Масонството.

## Брак и потомство
∞ 31 май 1750 г. в Улкс за инфантата Мария-Антония Бурбон-Испанска, най-малката от дъщерите на испанския крал Филип V и на съпругата му Изабела Фарнезе, от която има шест сина и шест дъщери:
- Карл Емануил Фердинанд Мария Савойски (* 24 май 1751, † 6 октомври 1819), крал на Сардиния от 1796 до 1802 г. с името Карл Емануил IV; ∞ 1775 за Мария Клотилда Бурбон-Френска
- Мария Елизабета Карлота Савойска (* 16 юли 1752, † 17 април 1753)
- Мария Жозефина Луиза Бенедикта Савойска (* 2 септември 1753, † 13 ноември 1810), ∞ 1771 за Луи Бурбон-Френски, който става крал на Франция през 1815 г., след нейната смърт, с името Луи XVIII
- Амадей Александър Савойски (* 5 октомври 1754, † 29 април 1755), херцог на Монферат
- Мария Тереза Савойска (* 31 януари 1756, † 2 юни 1805), ∞ 1773 за Шарл Бурбон-Френски, който става крал на Франция през 1824 г., след нейната смърт, с името Шарл X
- Мария Анна Каролина Габриела Савойска (* 17 декември 1757, † 11 октомври 1824), ∞ 1775 за Бенедикт Мария Маврийкий Савойски, херцог на Шабле от 1741 г.;
- Виктор Емануил Савойски (* 24 юли 1759, † 10 януари 1824), крал на Сардиния от 1802 до 1821 г. под името Виктор Емануил I, ∞ 1789 за Мария Тереза Австрийска-Есте
- Мария Кристина Жозефина Савойски (* 21 ноември 1760, † 19 май 1768)
- Маврикий Йосиф Мария Савойска (* 13 декември 1762, † 1 септември 1799), херцог на Монферат неженен;
- Мария Каролина Антоанета Аделаида Савойска (* 17 януари 1764, † 28 декември 1782), ∞ 1781 за Антон Саксонски, който става крал на Саксония през 1827 г., след нейната смърт, с името Антон I
- Карл Феликс Йосиф Мария Савойски (* 6 април 1765, † 27 април 1831), крал на Сардиния от 1821 до 1831 г., последен от най-стария клон на династията, ∞ 1807 за Мария Кристина Бурбон-Двете Сицилии
- Йосиф Бенедикт Мария Пласид Савойски (* 5 октомври 1766, † 29 октомври 1802), граф на Мориен (-1796) и Асти (1796 – 1802).

- Потомци
- Карл Емануил IV
- Мария Жозефина
- Мария Тереза
- Мария Анна
- Виктор Емануил I
- Маврикий Йосиф
- Мария Каролина
- Карл Феликс
- Йосиф Бенедикт